# 美国药师协会
美国药师协会（也叫美国药剂师协会、美国药师学会，简称），2003年4月2日前称美国药学会（American Pharmaceutical Association）。

## 历史
成立于1852年，是美国首个药剂师专业机构。APhA由合共超过60,000名执业药剂师、医药科学家、药学学生、药品技师和其他有志促进行业发展的人组成。通过代表机构每年举办一次APhA年会暨展览会，APhA为制药行业提供一个讨论、建立共识和制定政策的平台。事实上，几乎所有美国制药相关的专门组织的建立都可以追溯到APhA，这些组织原本是这个广泛的制药机构的一部分。APhA董事会负责决定整个协会发展的大方向。加入APhA的会员要从三个分学会中选择一个：
- 药剂实践与管理学会（APhA–APPM）
- 药物研究和药学学会（APhA–APRS）
- 药学学生学会（APhA–ASP）

另外，协会内部还有APhA基金会、APhA新实习人员启动学会、药学专业人员委员会、药学技术人员认证委员会等机构。